# مجتمع صنعتی شهر
مجتمع صنعتی شهر یک منطقهٔ مسکونی در ایران است که در دهستان حومه (لارستان) واقع شده‌است. مجتمع صنعتی شهر ۲۹ نفر جمعیت دارد.